# Mario Raja
Mario Raja (* 20. April 1956 in Neapel) ist ein italienischer Jazzmusiker (Tenorsaxophon, Komposition, Arrangement). Sein Saxophonspiel ist von Sonny Rollins beeinflusst. Seit 1988 leitet er (mit Unterbrechungen) seine Bigband Big Bang.

## Leben und Wirken
Raja begann seine berufliche Laufbahn während seines Studiums 1977 in Rom, wo er in Bigbands arbeitete, aber auch sein erstes Orchester beim Folkstudio-Festival dirigierte. 1979 erwarb er seinen Abschluss als Saxophonist, um dann Mitglied im RAI-Orchester zu werden. 1983 gründete er zusammen mit Baldo Maestri das Saxophonquartett Arundo Donax, das Jazz, Klassik und Musik des Third Stream aufführte; es legte (allerdings mit veränderter Besetzung, darunter Pietro Tonolo) 1996 das Album C’era una volta vor und blieb bis in die späten 1990er Jahre aktiv. 2002 erschien noch Dancers in Love.
1988 gründete Raja die Großformation Big Bang, ein Jazzorchester mit einigen der führenden italienischen Solisten des modernen Jazz, darunter Tonolo, Maurizio Giammarco, Roberto Gatto, Marco Tamburini, Danilo Terenzi und Roberto Rossi, Piero Leveratto und Danilo Rea. Es nahm mehrere Alben auf, so ein Album mit Stücken von Duke Ellington (1997); es folgten seine Eigenkompositionen Dodici Storie 1998; daneben  interpretierte er Ende der 1990er Jahre mit dem Orchester die Musik von Herbie Nichols. 2005 kamen fast alle Mitglieder der ursprünglichen Besetzung für einige Konzerte unter dem Namen Reunion Big Bang wieder zusammen und präsentierten ein neues Programm mit Originalkompositionen für Orchester von Raja, Giammarco, Tonolo, Leveratto, Rea und Gatto. 2006 beschloss Raja, das Orchester neu zu gründen, um jüngere Talente einzubeziehen.
Raja assistierte 1991 Gunther Schuller bei der europäischen Erstaufführung der posthum rekonstruierten Sinfonie Epitaph von Charles Mingus. Von 1996 bis 1998 leitete er das Grande Orchestra Nazionale di Jazz und spielte danach in der Eliseo Big Band, die von dem Arrangeur und Komponisten Tommaso Vittorini geleitet wurde. 1998 gründete er das Orchestra Giovanile Valdostana di Jazz. 2001 entstand mit Carla Marcotulli und einer Combobesetzung sein Album Amori Imperfetti zu Texten von Domenico Starnone.
Mit dem Perugia Jazz Orchestra führte Raja 2003 die Ellington/Strayhorn-Arrangements von Edward Griegs Peer Gynt und Tschaikowskis Nussknacker auf, 2008 die Sacred Concerts von Ellington. Eine andere Auswahl aus Ellingtons Repertoire stellte er 2007 mit dem Jazz Orchestra of Sardinia vor. Auch trat er mit Mel Lewis, Bob Brookmeyer, Sal Nistico, Gary Smulyan und mit verschiedenen italienischen Sinfonieorchestern auf.
Seit 2007 ist Raja Dirigent und Arrangeur des Orchestra Napoletana di Jazz. Mit diesem Orchester und Solisten wie Mauro Negri, Franco Cerri, Tullio De Piscopo und Alice Ricciardi  interpretierte er Werke alter und moderner neapolitanischer Musik. Beim Pomigliano Jazz Festival 2008 präsentierte er mit dem Orchester sowie  Randy Weston, Don Moye, Maria Pia De Vito, Raiz und Meg ein neapolitanisches Doppelkonzert.
Raja hat Kompositionen und Arrangements für viele Jazzorchester geschrieben, etwa für die Mingus Big Band und die Peking Big Band. Seine Kompositionen für Big Band sind von Ellington, Mingus, Thad Jones und Brookmeyer inspiriert. 2007 eröffnete er das Padua Jazz Festival mit seinem Programm Tempo composto für Streichorchester und Big Band mit den Solisten Marcello Tonolo und Achille Succhi.

## Diskographische Hinweise
- Mario Raja/Domenico Starnone Amori Imperfetti (Egea 2001)
- Mario Raja, Marvi La Spina, Bruno Tommaso Lighea (Splasc(h) 2003)
- Orchestra Napoletana di Jazz In Concerto (Itinera 2013)

mit Big Bang
- Mario Raja Big Bang, Phil Woods: Embraceable You (Philology 1988)
- Ellington (Splasc(h) 1994)
- Dodici storie (Splasc(h) 1997)
- Bird Calling (Itinera 2014)

## Lexikalische Hinweise
- Stefano Zenni Raja, Mario. New Grove Dictionary of Jazz 2002 (Oxford Music Online)